# 마네스
마네스(Manes, 그리스어로 Μανης.)는 프리기아의 전설적인 왕으로서 하늘의 신인 제우스와 땅의 여신 가이아의 아들이며, 프리기아의 초대의 왕으로 기록되어 있다. 마네스는 아내 칼리로에와의 사이에서 유명한 키벨레와의 이야기가 있는 아티스, 코티스, 아크몬을 낳았다.

## 같이 보기
- 피트르
- 아귀 (신화)